# Saint-Pierre-de-Laleu

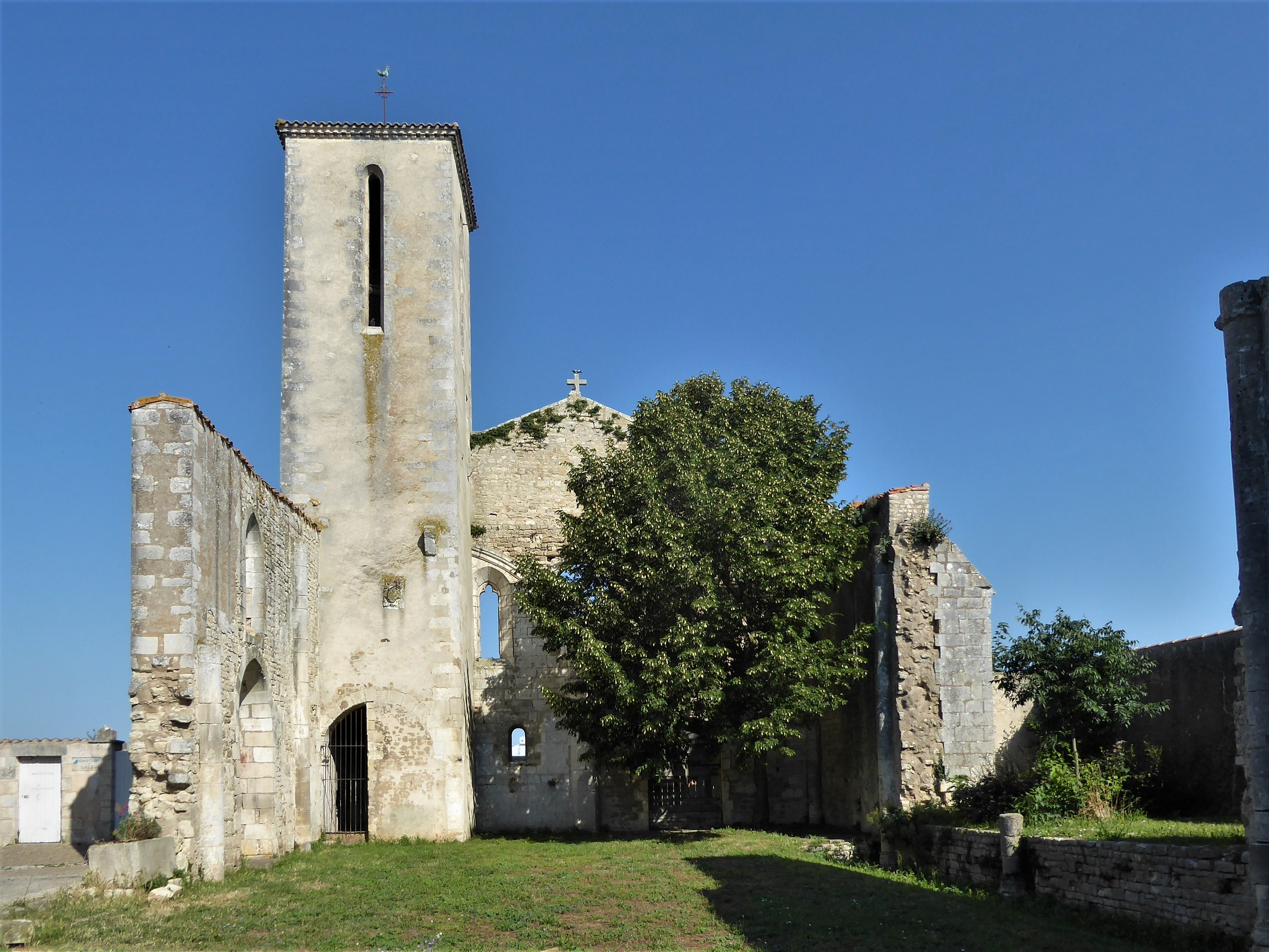
Inneres der Kirchenruine Richtung Westen

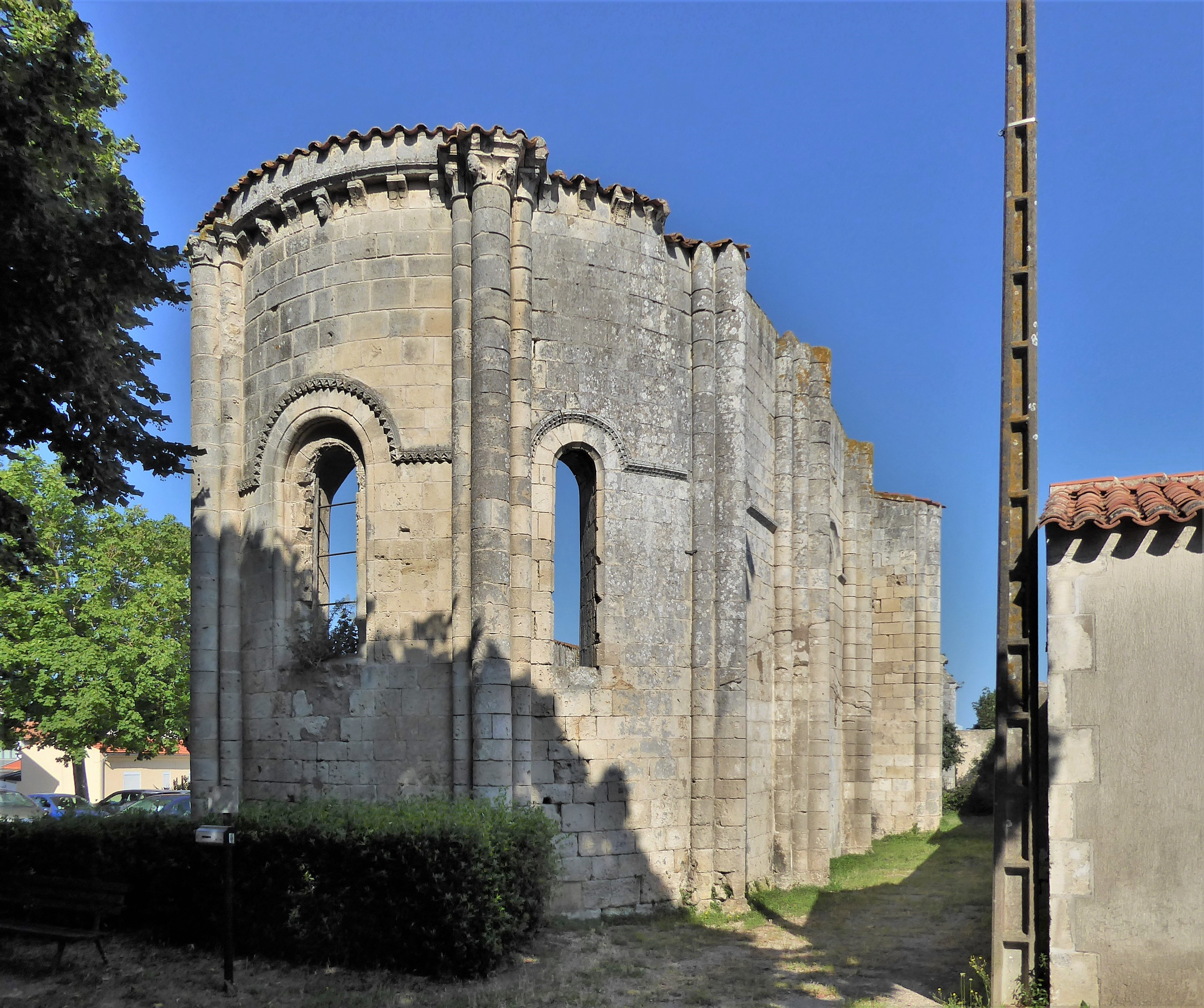
Die romanische Apsis

Saint-Pierre-de-Laleu ist eine Kirchenruine im Westen von La Rochelle im Département Charente-Maritime (Region Nouvelle-Aquitaine). Die Westfassade sowie die Apsis der Kirche sind seit 1925 als Monument Historique  eingetragen. Die Ruine sollte nicht mit der 1957 geweihten modernen römisch-katholischen Pfarrkirche St-Pierre verwechselt werden, die sich etwa 500 Meter südwestlich von der Ruine befindet.

## Geschichte
Die Kirche geht im Kern auf ein romanisches Bauwerk aus dem 12. Jahrhundert zurück, das  im 15. Jahrhundert teilweise umgebaut wurde. Die Fassade wurde im Stil der Flamboyantgotik ausgeführt. Im Zuge der Belagerung von La Rochelle im Jahr 1573 wurde die Kirche schwer beschädigt und 1592 und schließlich im 17. Jahrhundert restauriert, wobei der Glockenturm seine heutige Form erhielt. Am 10. August 1944 wurde die Kirche durch einen Bombenangriff amerikanischer Luftstreitkräfte auf die von deutschen Truppen besetzte Stadt La Rochelle zerstört und ist seitdem Ruine.